# Річард Норталіс, єпископ Оссорі

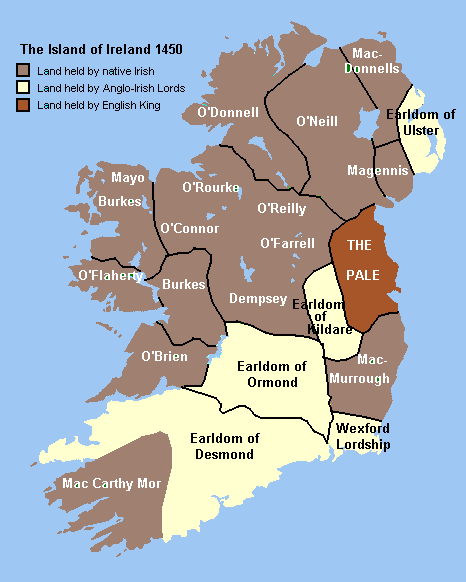
Ірландія в середні віки. Показані англійські володіння, володіння графів Ормонд та Фіцджеральд, володіння незалежних ірландських кланів та королівств.

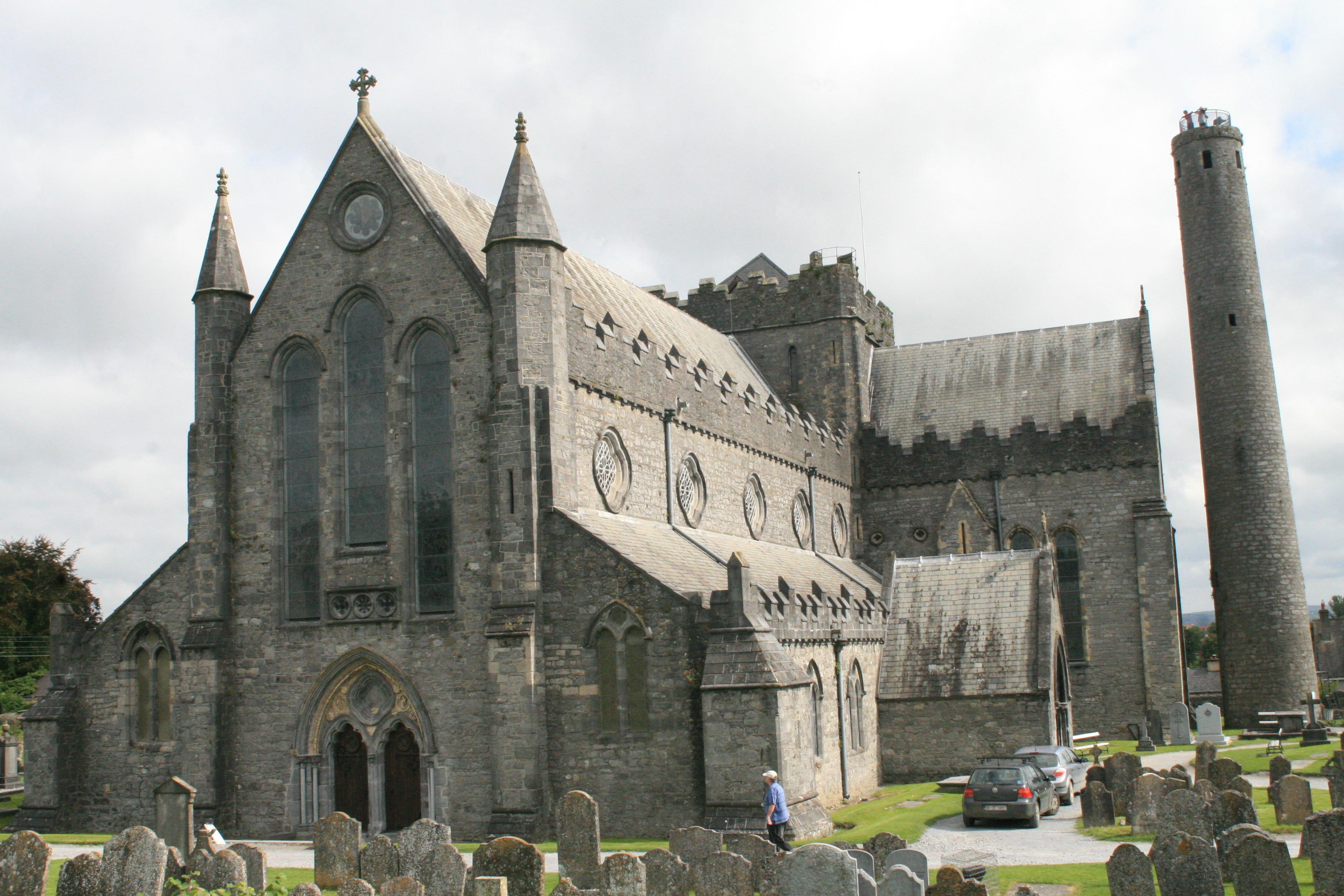
Собор Святого Кеніса, Кілкенні, місце єпископства дореформаційної церкви та єпископів Ірландської церкви.

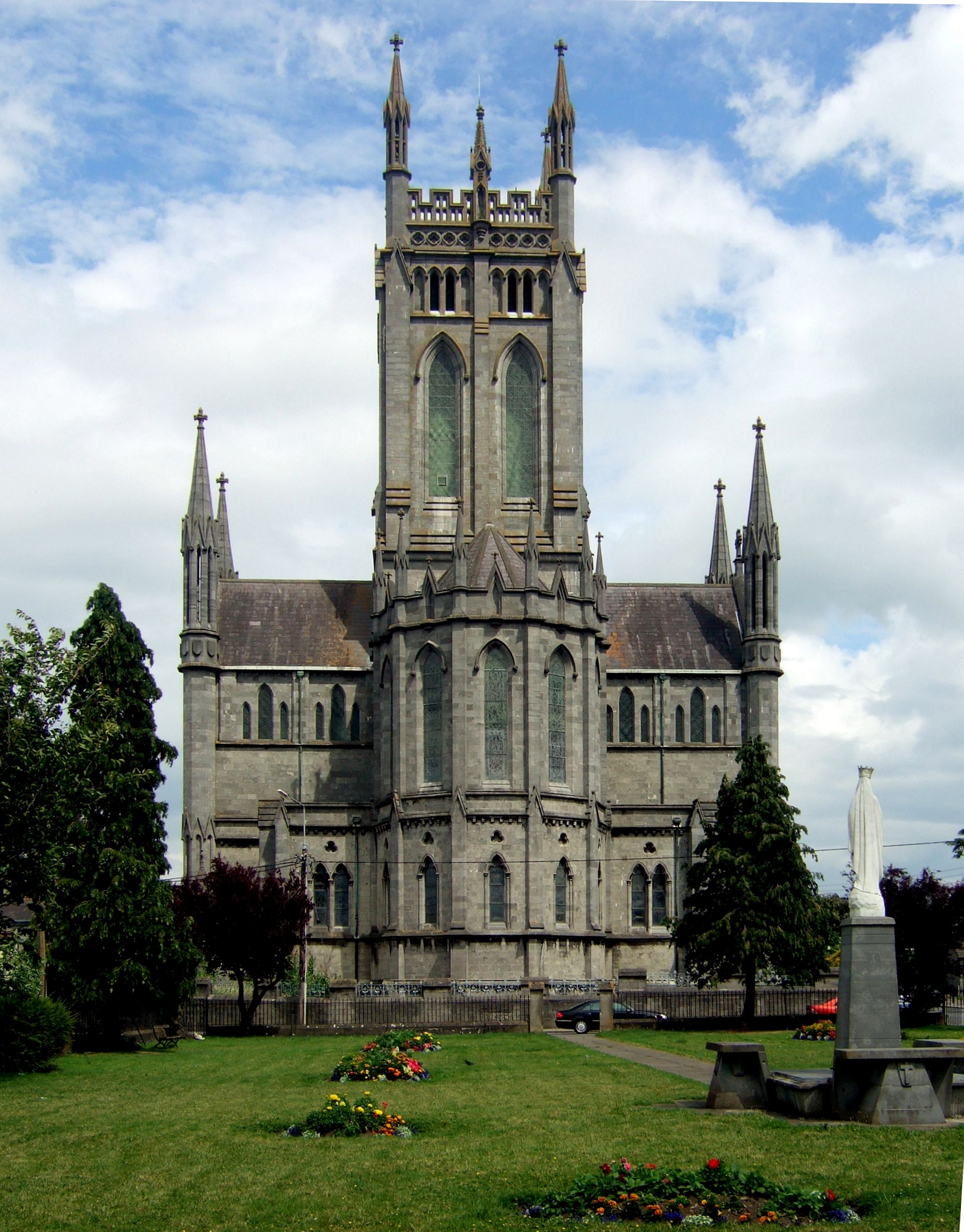
Собор Святої Марії, Кілкенні, єпископський резиденція римо-католицьких єпископів.

Герб єпископів Оссорі.

Річард Норталіс (англ. Richard Northalis) (помер 20 липня 1397) — відомий ірландський політик, юрист, суддя, священник, дипломат, вчений, богослов, церковний і державний діяч англійського походження. Єпископ Оссорі, архієпископ Дубліна, лорд-канцлер Ірландії. Протягом останнього десятиліття свого життя він був одним із радників англійської корони з ірландських справ, щодо якого король Англії мав найбільшу довіру.

## Життєпис

### Ранні роки
Річард Норталіс народився в графстві Міддлсекс, Англія. Він був сином Джона Норталіса (помер у 1349 р.), що також був відомим як Джон Кларк, що був шерифом Лондона в 1335—1336 роках [1]. У Лондоні Річард Норталіс став монахом, вступив до ордену кармелітів. Він здобув репутацію видатного проповідника з талантом великого красномовства і отримав посаду королівського капелана [1]. Пізніше він отримав посаду єпископа Оссорі (Ірландія) і володів нею з 1386 по 1396 рік — ця посада була, ймовірно, нагородою за його довге служіння Короні Англії — а потім ненадовго він був архієпископом Дубліна [2].

### Слуга корони Англії
Річард Норталіс був дипломатом і державним діячем зі значним авторитетом. Він був посланником Святого Престолу в 1388 році і був довіреним радником короля Річарда II у його відносинах зі Святим Престолом і в ірландських справах. На знак королівської милості йому було надано ліцензію на експорт широкого спектру предметів, включаючи яструбів, соколів, золота та срібла. Державні справи утримували його поза межами Ірландії протягом більшої частини 1388—1390 років, протягом цього часу в його єпархії відбулися серйозні заворушення; пізніше він скаржився на свою неспроможність збирати прибутки з єпархії та на байдуже ставлення королівського уряду, який він звинуватив у тому, що він утримував дві третини прибутків, що належали йому, всупереч королівському наказу від 1389 року [1]. У 1390 році він отримав королівське доручення розслідувати корупцію в Ірландії, розслідувати причини поганого управління та зловживання службовим становищем з боку ірландських чиновників. Повноваження, надані йому комісією (що було звичною в ті часи відповіддю на скарги про погане управління Ірландією), були дуже широкими, що, без сумніву, свідчить про високий ступінь довіри до нього з боку корони Англії. Він мав право ознайомлюватися з усіма офіційними документами та викликати на допит будь-яку посадову особу. Усі слуги корони, навіть лорд-лейтенант Ірландії, були зобов'язані співпрацювати з єпископом [3].
У 1391 році король згадував Річарда Норталіса як людину, на яку він дуже покладався за його «обачливість, розсудливість і вірність» [1]. Йому було надано спеціальний дозвіл виїжджати за межі своєї єпархії протягом трьох років, продовжуючи отримувати прибуток [4]. Значну частину весни та літа 1391 року він провів в Англії, постійно наглядаючи за королем, даючи йому поради щодо його відносин з Ватиканом, які були особливо складними в той час через папський розкол. Повернувшись до Ірландії, він став радником Таємної Ради Ірландії та виконував обов'язки судді в графстві Кілкенні. Його викликали на Велику Таємну Раду Ірландії, яка відбулася в Кілкенні в 1395 році, де король був особисто присутній, що є унікальним в історії Ірландії.

### Лорд-канцлер Ірландії та архієпископ Дубріна
Річард Норталіс був лордом-канцлером Ірландії з 1393 по 1397 рік. Окрім своїх судових обов'язків, він, як кажуть, брав на себе більшу частину тягаря уряду, включаючи завдання збереження миру між різними незалежними ірландськими кланами та англійськими поселенцями [1]. Він звернувся до Таємної Ради Ірландії з проханням про додаткову надбавку до його жалування в двадцять фунтів, скаржачись на те, що його зарплата як лорда-канцлера Ірландії, що становила шістдесят марок на рік (еквівалентно сорока фунтам стерлінгів), не покривала навіть однієї третини його витрат на державній службі, і що низька зарплата була результатом злого наміру його опонентів в уряді [5]. Він тісно співпрацював з Джеймсом Батлером, ІІІ графом Ормонд, лордом-лейтенантом Ірландії, і супроводжував його в збройній експедиції до Манстера. Він отримав спеціальний дозвіл відвідати Англію без звичайних покарань, які накладаються на тих, хто покинув Ірландію, за умови, що він надасть загін солдатів для захисту королівства; це був удар по його супротивникам, які намагалися застосувати проти нього закон про заборону подорожей для державних службовців. Він став архієпископом Дубліна в 1396 році: він помер у Дубліні, помер лише через рік після отримання цієї посади і був похований у соборі Святого Патріка [5]. За час свого короткого перебування на посаді архієпископа він мав одне помітне досягнення: архієпископа Дубліна було затверджено на посаді адмірала провідного порту Далкі, на південь від Дубліна [3].

### Наукові праці
Річарду Норталісу приписують низку наукових праць з богослів'я, жодна із яких не збереглася: вони включають «Sermones» («Проповіді») та «Ad Ecclesarium Paroches» («До парафіальної церкви»). Його авторство «Гімну Кенута» є сумнівне [1].